# Operatori di canale IRC
Un Operatore di canale IRC (comunemente abbreviato con op) è un utente che modera un canale IRC su un dato network IRC. Gli operatori sono responsabili per la manutenzione dei modi di canale, la lista dei ban, e moderano qualsiasi attività indesiderata. Operatore di canale IRC non deve essere confuso con l'operatore IRC, il quale fa rispettare le regole del network, piuttosto che del singolo canale.
Nella maggior parte dei casi, la persona che per prima entra in un canale ("joina", dall'inglese "to join") automaticamente prende lo stato di operatore, e successivamente ci si riferirà a lui come fondatore di canale (channel founder), il quale avrà ulteriori privilegi se sulla rete c'è il servizio di  ChanServ. Gli operatori di canale possono anche dare i modi voice (+v) e op (+o) agli altri utenti del canale. Su network senza servizi di canale, l'abuso del  netsplit è il modo più comune per ottenere lo stato di operatori su certi canali.
Su alcuni server esiste anche il modo di utente halfop(+h). Questi utenti hanno molti privilegi sul canale, anche se non sono potenti come gli Op. Gli Halfop possono kickare (cacciare via a pedate) fuori dal canale altri utenti e possono assegnare alcuni modi utente. Inoltre possono dare il voice (+v) a tutti gli utenti. Gli Halfop non hanno il diritto di dare lo stato di Halfop o di Op ad altri utenti. Tutto questo è supportato dagli IRCd come UnrealIRCd e UltimateIRCd. Altri IRCd, come Bahamut e ircu, non hanno l'Halfop.
I bot sono spesso usati per dare automaticamente lo stato di Op ad alcuni utenti che entrano in canale. I bot possono aiutare in momenti di difficoltà a gestire il canale svolgendo operazioni tipicamente fatte dagli operatori di canale dare i kick ed o i kickban agli utenti che spammano, flooddano, imprecano o non rispettano le regole del canale.
In alcuni client IRC (inclusi mIRC e irssi), gli Op e gli Halfop sono rappresentati rispettivamente da una "@" o da un "%", prima del loro nickname sulla lista degli utenti o sulla finestra di chat.